# NGC 3307
NGC 3307 est une galaxie lenticulaire située dans la constellation de l'Hydre. Sa vitesse par rapport au fond diffus cosmologique est de 4 124 ± 27 km/s, ce qui correspond à une distance de Hubble de 60,8 ± 4,3 Mpc (∼198 millions d'al). Elle a été découverte par l'astronome britannique John Herschel en 1836.

## Groupe de NGC 3311
NGC 3307 fait partie du groupe de NGC 3311 qui compte au moins 19 galaxies, dont IC 2586, NGC 3308, NGC 3311 et NGC 3315.
NGC 3307 et donc toutes les galaxies du groupe de NGC 3311 font partie de l'amas de l'Hydre (Abell 1060). L'amas de l'Hydre est l'amas dominant du superamas de l'Hydre-Centaure.